# Venerque

Venerque este o comună în departamentul Haute-Garonne din sudul Franței. În 2009 avea o populație de 2.622 de locuitori.

## Evoluția populației
| An        | 1975  | 1982  | 1990  | 1999  | 2006  | 2009  |
| --------- | ----- | ----- | ----- | ----- | ----- | ----- |
| Populație | 1.510 | 1.907 | 2.158 | 2.328 | 2.582 | 2.622 |

## Monument

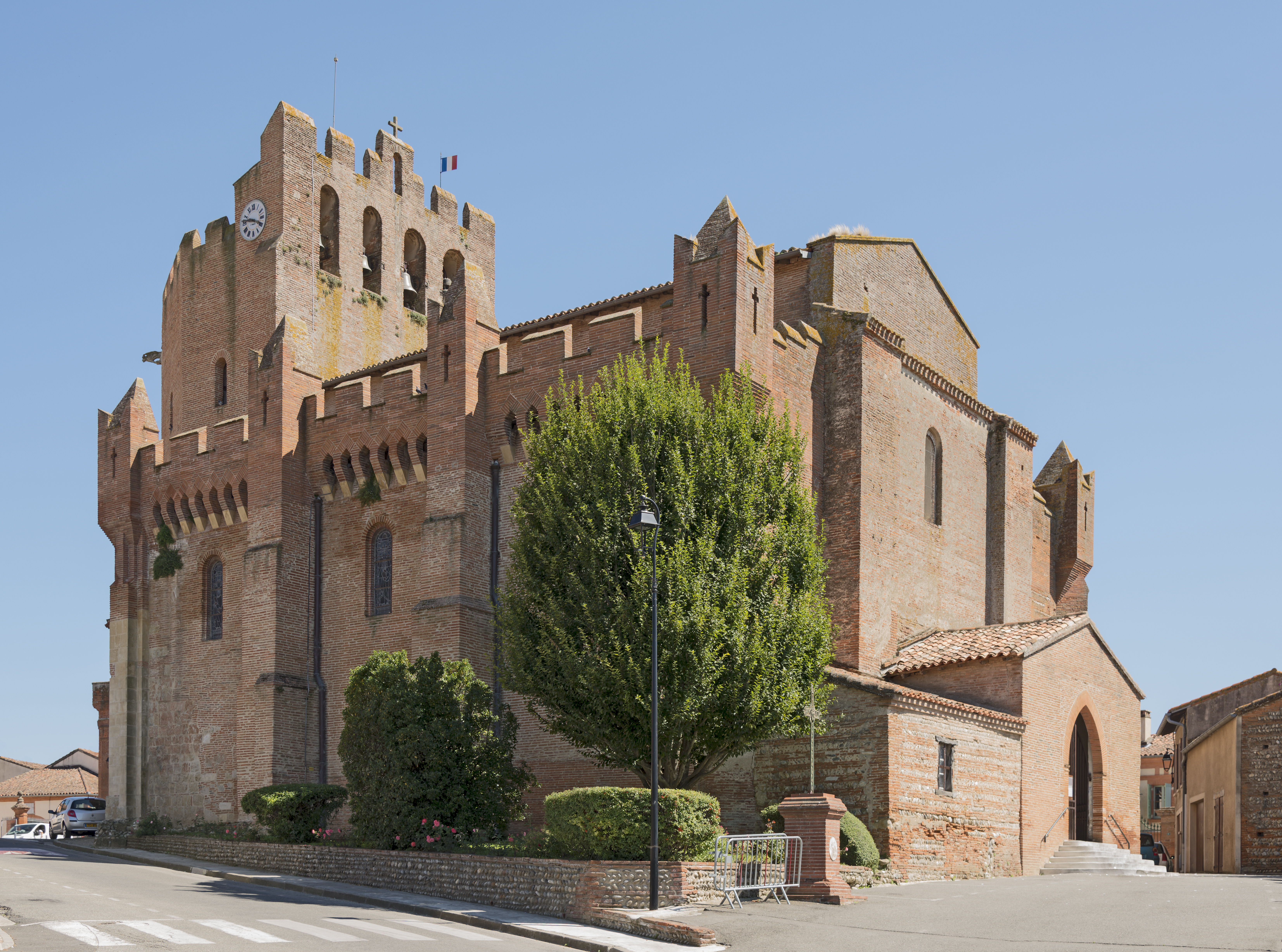
Biserica.
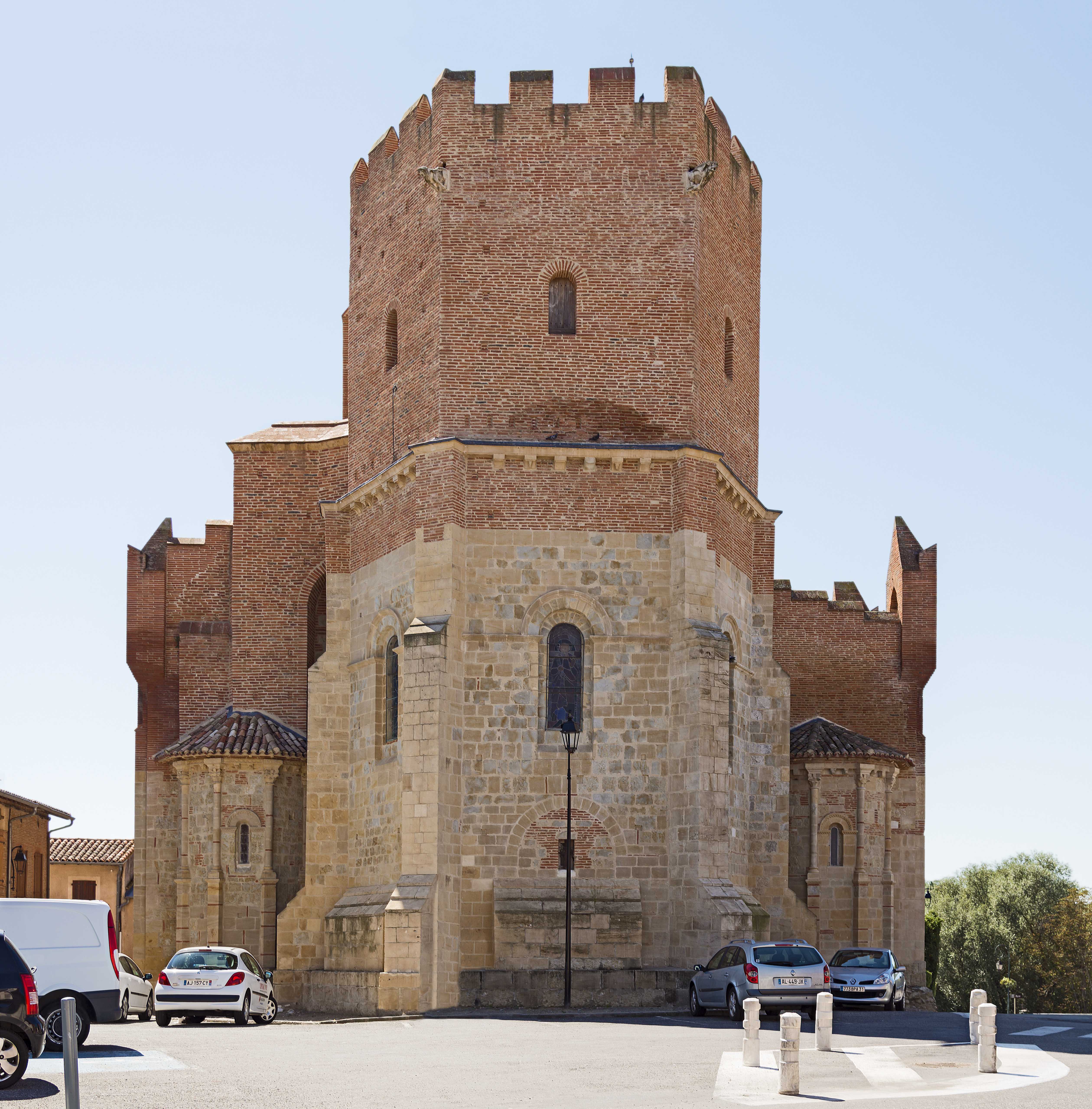
Biserica.
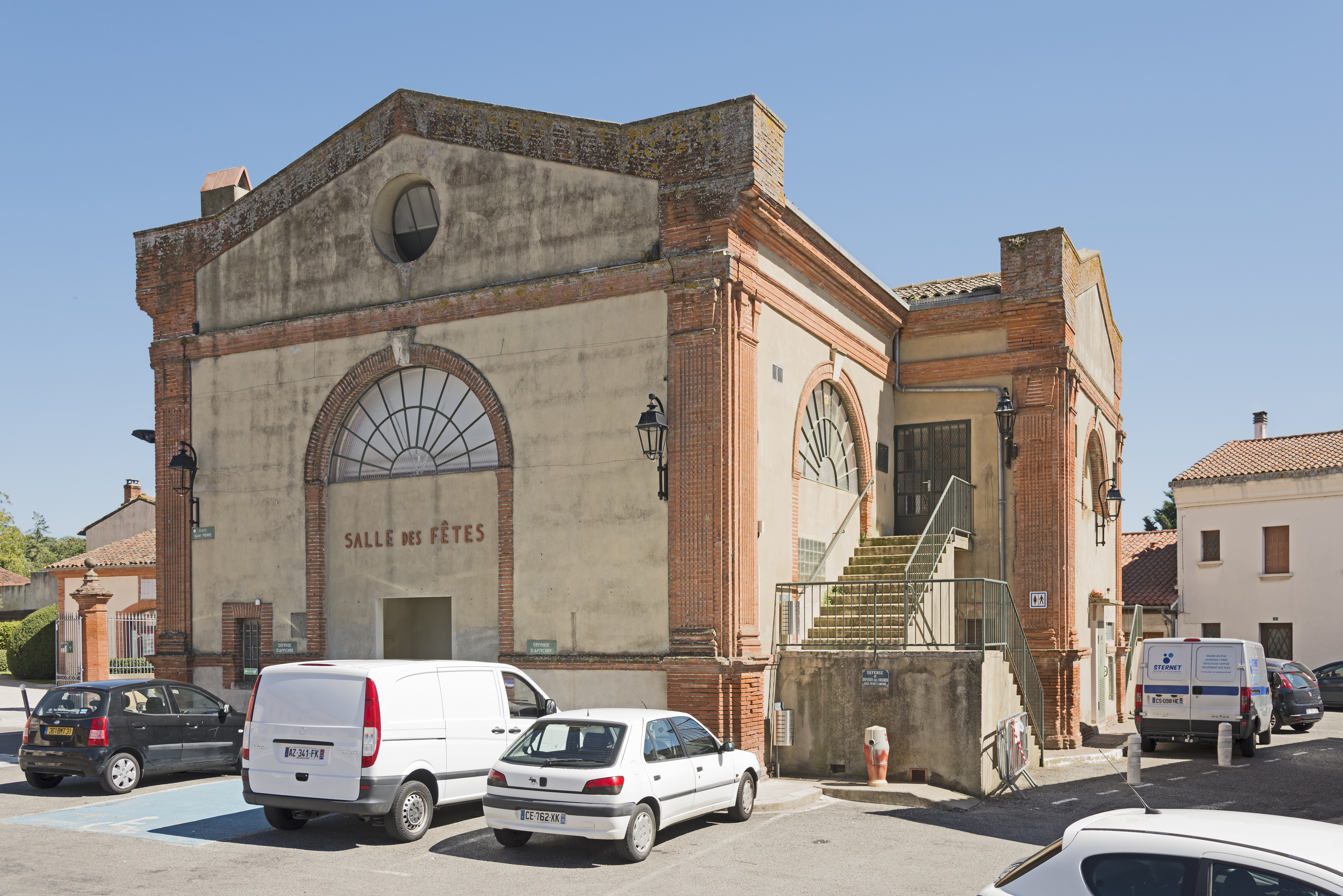